# Elodina andropis
Elodina andropis är en fjärilsart som beskrevs av Butler 1876. Elodina andropis ingår i släktet Elodina och familjen vitfjärilar. Inga underarter finns listade i Catalogue of Life.